# Jean Norel
Pour les articles homonymes, voir Norel.
 (novembre 2017).
Si vous disposez d'ouvrages ou d'articles de référence ou si vous connaissez des sites web de qualité traitant du thème abordé ici, merci de compléter l'article en donnant les références utiles à sa vérifiabilité et en les liant à la section « Notes et références ».
Jean Norel (pseudonyme du Commandant Philippe Nel), né le 19 mai 1866 à Marseille, mort le 22 janvier 1942) à Toulon, est un militaire et écrivain français. 
Il s'est intéressé, en particulier, aux sujets historiques et d'actualité.
Il a appartenu aux cercles littéraires de son époque et a contribué, en particulier, à la revue littéraire Le Mercure de France.
Il est officier de la légion d'honneur (1919) (chevalier en 1904).